# Eleman jezici
Eleman jezici (elemanski jezici), skupina transnovogvinejskih jezika iz Papue Nove Gvineje, koja obuhvaća 7 jezika podijeljenih na tri glavne podskupine, pravu (jezgrovnu) elemansku koja se dalje dijeli na istočno- i zapadnoelemanske jezike, i dvije podskupine kojima pripada po jedan jezik, to su Purari (1) s istoimenim jezikom {iar}, i tate s jezikom kaki ae [tbd] 
Jezgrovna ili nuklearna skupina obuhvaća jezike tairuma [uar], toaripi [tqo], keoru-ahia [xeu], opao [opo] i orokolo  [oro].

## Vanjske poveznice
- Ethnologue (14th)
- Ethnologue (15th)